# 镰侏儒蛛
镰侏儒蛛（学名：[Meioneta falcata] 错误：{{Lang}}：文本有斜体标记（帮助））为皿蛛科侏儒蛛属的动物。在中国大陆，分布于湖北等地，多见于山区水边草丛中。该物种的模式产地在湖北。